# Siegfried Dupuis
Siegfried Dupuis (* 3. Mai 1941; † 5. April 2018) war ein deutscher Basketballfunktionär. Er war Präsident und Obmann des Bundesligisten DTV Charlottenburg und gilt als „Wegbereiter des Berliner Bundesliga-Basketballs“.

## Leben

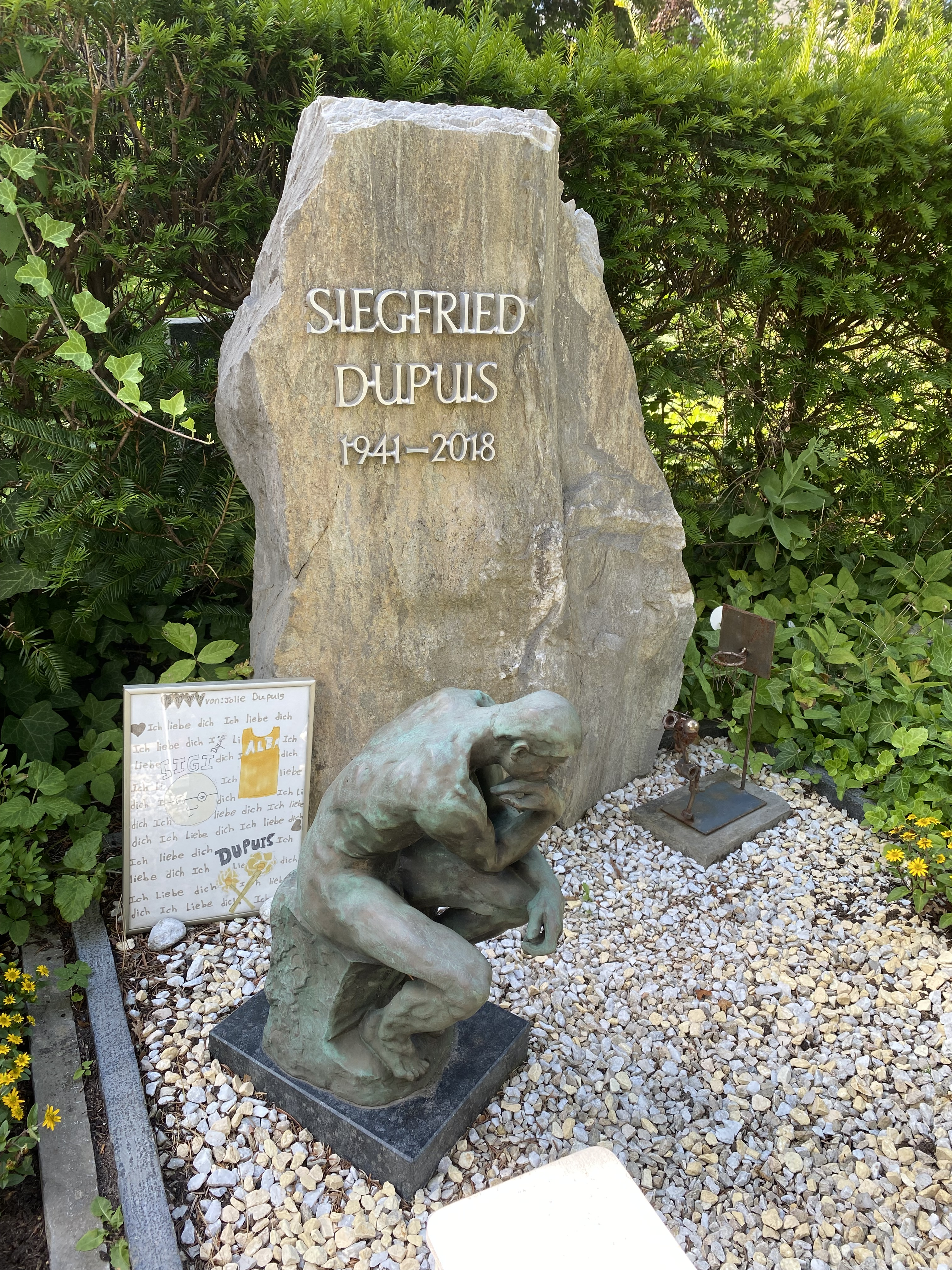
Grabstätte auf dem Friedhof Schmargendorf

Dupuis kam als Schüler an der Erich-Hoepner-Oberschule mit Basketball in Berührung und war bei der Gründung der Basketballabteilung des DTV Charlottenburg dabei. Mit 27 Jahren übernahm Dupuis die Leitung der Basketballabteilung und einige Jahre später das Präsidentenamt des Gesamtvereins DTV Charlottenburg. Im Berliner Basketball Verband war er als Pressewart und Lehrwart tätig.
Er überzeugte in den 1970er Jahren die Verantwortlichen anderer Berliner Basketballvereine, die Kräfte im Leistungssport zu bündeln, als Leistungsmannschaft spielten die DTV-Herren unter der Leitung Dupuis’ als Vereinspräsident seit der Gründung der 2. Basketball-Bundesliga 1975 in der zweithöchsten deutschen Spielklasse. 1981 stieg die Mannschaft in die Basketball-Bundesliga auf. Dupuis, der hauptberuflich als Steuerberater tätig war, übernahm als Vereinsvorsitzender auch Aufgaben eines Obmanns und kümmerte sich um die Mannschaftszusammenstellung: Zwecks Verstärkung holte er Junioren-Nationalspieler zum DTV, darunter Marco Baldi. 1983 lotste Dupuis den bisherigen Geschäftsführer des Berliner Basketball-Verbandes, Herbert May, zum DTV, wo dieser fortan den überregionalen Spielbetrieb leitete. In Dupuis’ Amtszeit fiel auch der Gewinn der deutschen Vizemeisterschaft im Spieljahr 1984/85. In der Saison 1986/87 zog sich Dupuis als Vorsitzender des DTV Charlottenburg zurück, blieb aber als stellvertretender Präsident in der Vereinsarbeit tätig. Später wurde er zum Ehrenpräsidenten des DTV-Nachfolgevereins DBV Charlottenburg ernannt.
Als Rentner verbrachte er die Winter auf Fuerteventura. Seine letzte Ruhestätte fand Siegfried Dupuis auf dem Friedhof Schmargendorf.